# 北宮姓
北宮姓是漢字複姓，出自姬姓，《元和姓纂》载：「出自姬姓，衛成公曾孫括，世為衛卿，别以所居為北宮氏。」是謂北宮括，其後人以北宮為氏，北宮括為始祖。

## 人物
- 北宮括：春秋時期衛國卿，衛成公的後代。前574年，鄭國子駟攻打晉國，北宫括伐鄭救晉。
- 北宮佗：北宮括之子，春秋時期衛國卿，曾倍同衛襄公前往楚國，
- 北宮喜：北宮括之孫，春秋時期衛國卿，曾迎衛靈公回衛都，參與迎魯昭公回魯都。
- 北宮伯子：漢朝宦官，受漢文帝寵信。
- 北宮玉：《資治通鑑》記為「北宮伯玉」，東漢末年羌族首領，趁黃巾之亂起兵，誘邊章、韓遂加入，後來發生分裂，韓遂殺死邊章、北宮伯玉與李文侯。
- 北宮純：西晉及前趙官員。

## 另見
- 宮姓
- 南宮姓
- 東方姓
- 西門姓

## 延伸阅读
[在维基数据编辑]
 《欽定古今圖書集成·明倫彙編·氏族典·北宮姓部》，出自陈梦雷《古今圖書集成》